# حوزه انتخابیه چهارم ویسکانسین
حوزه انتخابیه چهارم ویسکانسین یک حوزه انتخابیه مجلس نمایندگان آمریکا است که در ایالت ویسکانسین قرار دارد.